# كشاف الإمام المهدي
كشاف الإمام المهدي هي حركة شبابية أقيمت في لبنان في 5 مايو 1985 من قبل المنظمة السياسية والعسكرية حزب الله. ترجع التسمية إلى محمد بن الحسن المهدي.
أصبح كشاف الإمام المهدي عضوا في إتحاد كشاف لبنان وبالتالي من المنظمة العالمية للحركة الكشفية في عام 1998. تضم المنظمة نحو 42 ألف عضو من الجنسين الذين تتراوح أعمارهم بين 8 و16 سنة منتظمين في 500 مجموعة محلية.

## القادة
تدرب جمعية كشافة الإمام المهدي (عج) الشباب بعد ترفعهم من مرحلة الجوالة حتى يصبحون اشخاص ذو قدرات معية تفيد المجتمع والعناصر الكشفيين ويتلقون دروس كشفية مهمة وغيرها من الأمور. كما وإن للأخوات دور بارز أيضا في الحفاظ على الفتيات حتي يصبحوا ناضجين فكريا.

## التدرج
عند الاخوة
- الاشبال وهم الفتيان الذين يتراوح اعمارهم مابين الثامنة والحادي عشر ويتلقون دروس دينية مثل كيفية الصلاة والوضوء الخ... وبرامج ثقافية محددة وانشطة رياضية.
- البرية وهم فتية يتراوح اعمارهم ما بين الحادية عشر والثالثة عشر ويتلقون دروسا دينية على مستوى جيد، وبرامج ثقافية بشكل مستمر كل اسبوع درسا وانشطة رياضية على مدى الشهر
- الجوال هم فتية في مرحلة المراهقة يتراوح اعمارهم ما بين الرابعة عشر والسادسة عشر وهم أكثر فئة تتلقى دروسا دينية وثقافية ولديهم انشطة رياضية أيضا ولكن يتم التركيز على الامور الدينية والثقافية أكثر لكي يصبح الشخص مؤهلا كي يكون فردا واعيا في المجتمع واذ اراد التطوع لكي يصبح قائدا ضمن كشافة الامام المهدي (عج) يمكنه لكنه سوف يخضع لدورات كشفية وثقافية كثيرة.

## البرنامج
تشمل الأنشطة التخييم ومشاريع الخدمة المجتمعية مثل مساعدة المعوقين وتنظيف أماكن العبادة والحوسبة وصيد الأسماك والرياضة الجماعية والملاكمة وفصول القراءة وتعلم المهارات الإدارية وتعلم الإسلام وحماية البيئة.
تنقسم المنظمة إلى ثلاثة أقسام حسب العمر (الأصغر سنا إلى الأقدم):
- الأشبال
- الكشافة
- الجوالة

ترجم إلى اللغة الإنجليزية حيث الشعار الكشفي هو «معا لنخدم».

## الشعار والزي
الشعار السابق لكشاف الإمام المهدي يتضمن الكشافة في المركز العلوي منها يد مع نخيل خارج اليد وربما يد فاطمة ويدعم على اليسار واليمين سيف منحني. النص الذي يقول وأطيعوا وهذا يعني طاعة. الشعار الجديد يغير نمط اللون ويزيل المقاييس.
في 1 يناير 2007 ذكرت فوكس نيوز عن كشاف الإمام المهدي. في مقطع التقرير ينظر الشباب إلى حد كبير مثل الكشافة السائدة مع الزي الرسمي في الضوء والمتوسط الأزرق والأبيض والأصفر والأرجواني لمجموعات مختلفة وكذلك شارات مماثلة للكشافة السائدة. تم عرض علم الكشافة الإمام المهدي جوا من السيارات وعلى طول الطريق ويتميز بشعاره.

## الجدل
وفقا لمركز المخابرات والإرهاب الإسرائيلي في مركز الدراسات الخاصة تم إنشاء كشاف الإمام المهدي في عام 1985 ويعمل تحت سلطة وزارة التربية اللبنانية على الرغم من أن حركة تعليمات عشرات من الآلاف من الأطفال والمراهقين في التكتيكات العسكرية وأنهم «تلقوا مبادئ الإسلام الراديكالي الإيراني» في معسكرات التدريب الصيفية في المجتمعات الشيعية في بيروت وسهل البقاع وجنوب لبنان.
أفادت الوكالة أن كشاف الإمام المهدي عندما يبلغ من العمر 17 عاما فإنه ينضم إلى صفوف حزب الله القتالية وأن المعلومات التي تظهر على تقويم كشاف الإمام المهدي تشير إلى أن أكثر من 120 من أعضاء الكشافة توفوا كشهداء في نشاط حزب الله المسلح بما في ذلك الاستشهاديين; ومع ذلك قال تقرير فوكس نيوز أن عددا قليلا جدا من الكشافة يتم اختيارهم بالفعل. في مقابلة مع صحفي في قناة الجزيرة ذكر أحد قادة الكشاف أنه لا يوجد أي التزام للكشافة للانضمام إلى المسلحين.
هناك مصدر آخر لمشاركة الجمعية في نشاط حزب الله المسلح وهو تقرير نشرته مجلة روز اليوسف المصرية في 18 أغسطس 2006 من قبل ميرفت الحكيم.
ناقش روبرت ف. وورث صلات كشاف الإمام المهدي مع حزب الله في مقال نشر في اسكتلندا يوم الأحد في 23 نوفمبر 2008. في هذه المقالة ذكر بلال نعيم المدير السابق لحزب الله لكشاف الإمام المهدي: «بعد سن 16 عاما يذهب معظمهم إلى المقاومة أو الأنشطة العسكرية».
قارن عالم النفس والباحث عن التعصب الألماني بيتر كونزن بين كشاف الإمام المهدي وشباب هتلر ووصف كلا منهما بأنهما احتيال على الأطفال.